# Elayne Angel

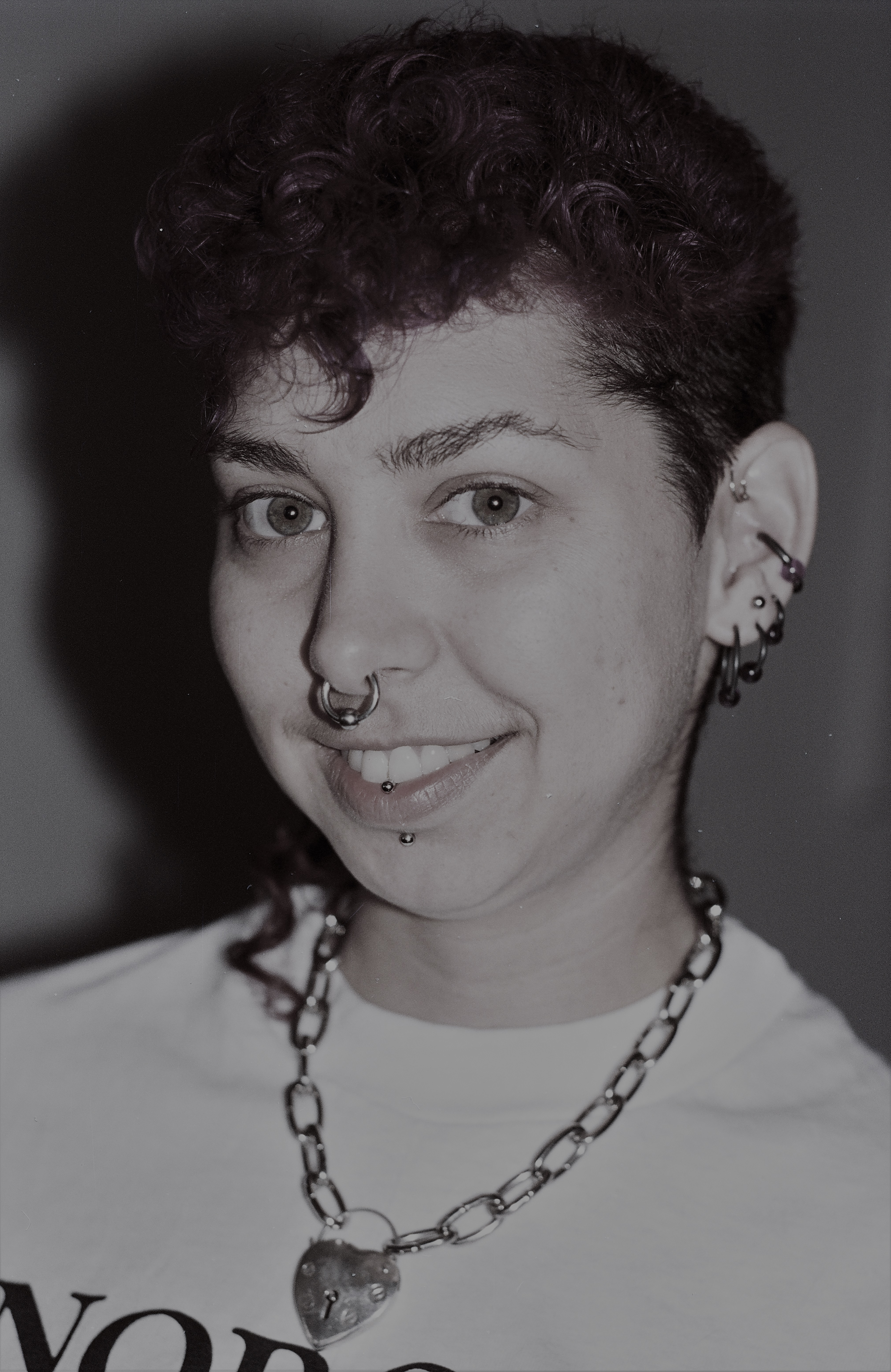
Elayne Angel ca. 1989

Elayne Angel (* 6. August 1960 als Elayne Steinberg) ist eine professionelle US-amerikanische Piercerin und Body-Modificaton-Enthusiastin. Sie ist in der Szene bekannt für ihr großes Tattoo von Engelsflügeln auf dem Rücken, der ganze Unterkörper ist mit Fisch-Schuppen und Flossen tätowiert. Mit der Rückentätowierung Engelsflügel war sie die erste Person, die eine Tätowierung beim United States Patentamt registriert hat.

## Leben

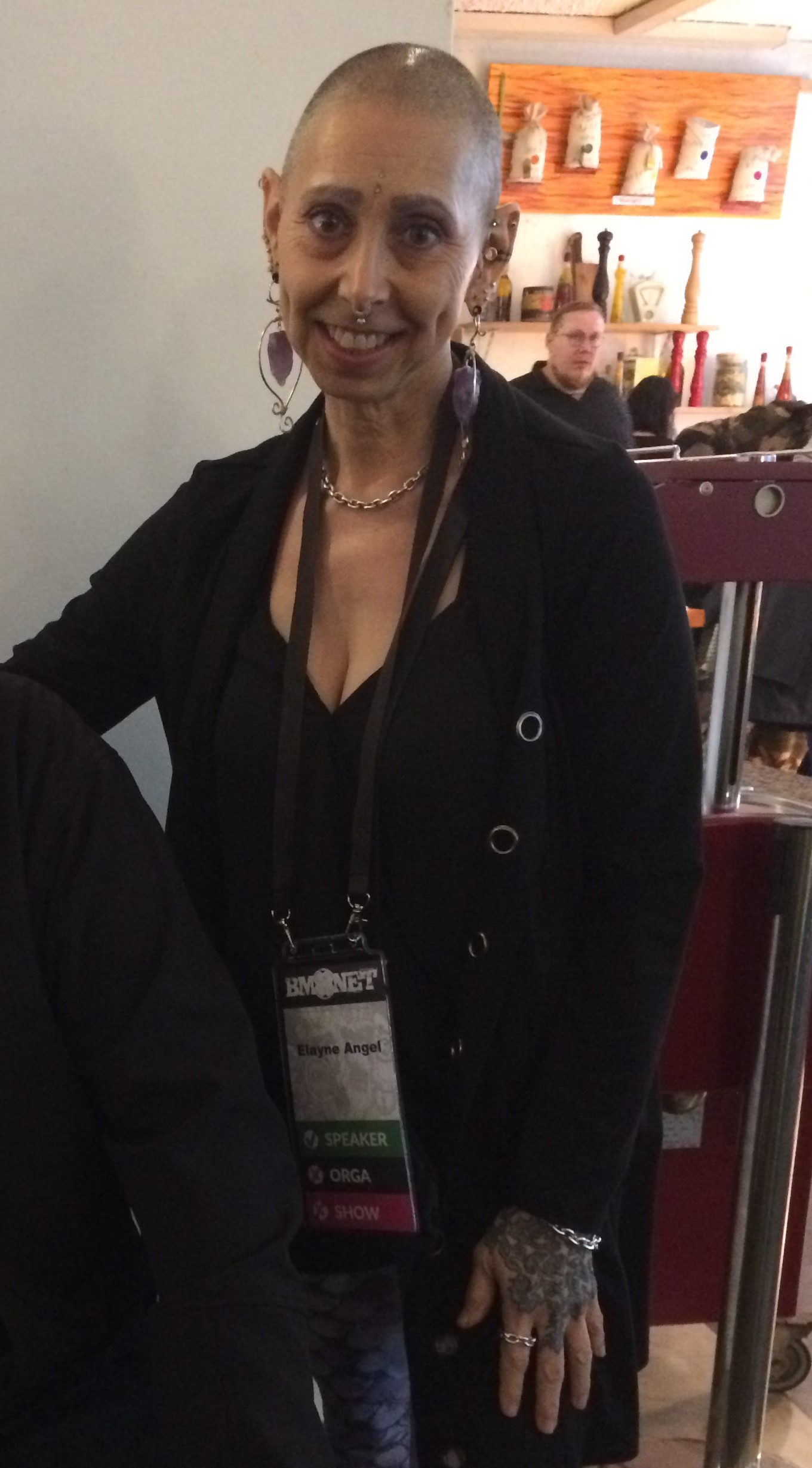
Elayne Angel 2019

Elayne Angel studierte am Pierce College Gebärdensprachdolmetscherin sowie am Fashion Institute of Design and Merchandising in Los Angeles. Sie interessierte sich früh für Piercings und nach einer zufälligen Begegnung im Jahr 1981 mit einer Frau, die ein Brustwarzenpiercing trug, entschloss sie sich, professionelle Piercerin zu werden. Sie begann 1981 bei The Gauntlet zu arbeiten und wurde in den Filialen Los Angeles, New York und San Francisco eingesetzt. Am 1. Dezember 1991 erhielt sie von Jim Ward ein Master-Zertifikat als Piercerin. Zu ihren Kunden gehört u. a. der Musiker Lenny Kravitz.
Im Dezember 1993 eröffnete sie ihr eigenes Studio, Rings of Desire, in New Orleans, Louisiana. Rings of Desire war das erste Piercing Studio, das eine staatliche Lizenzierung von der Abteilung Gesundheit in Louisiana erhielt. Nach dem Hurrikan Katrina im Jahr 2005 schloss sie ihr Studio in New Orleans und zog nach Mérida, Mexiko. Im März 2009 veröffentlichte sie das Buch Piercing Bible - The Definitive Guide to Safe Body Piercing.
Elayne Angel war dreimal verheiratet, zuerst mit dem Regisseur Ernest Greene (14. Februar 1987 bis 19. Dezember 1988),  von 1991 bis 1996 mit dem englischen Tätowierer Alex Binnie und von 2003 bis 2014 mit Buck Angel.
Seit 2010 hält Elayne Angel auch in Deutschland regelmäßig Vorträge; unter anderem auf der jährlich stattfindenden BMXnet Conference in Essen. Ihre Themen 2019 waren „Genitalpiercings für Frauen“, „Genitalpiercings für Männer“ und „Workshop Markierungstechniken“.

## Werke
- Piercing Bible: The Definitive Guide to Safe Body Piercing. Crossing Press 2009, ISBN 1-58091-193-5